# Chapelle rupestre de Saint-Trophime
La chapelle rupestre de Saint-Trophime est un abri-sous-roche de la montagne de Robion situé sur la commune de Castellane dans les Préalpes de Castellane, département des Alpes-de-Haute-Provence, au-dessus du petit Robion.

## Géologie et description
La cavité s'ouvre dans les calcaires du Jurassique, la chapelle semi-troglodytique a été bâtie dans une vire creusant la falaise, sur les flancs de la face sud de la Montagne de Robion.
Une source permanente coulait à l’intérieur.

## Restauration
La chapelle rupestre de Saint-Trophime,, déplacée dans une grotte après avoir été primitivement construite au pied de la montagne de Robion, très escarpée à cet endroit, était souvent endommagée par les pierres tombant de la falaise. 
L'édifice a fait l'objet de réparations vers 1893, puis d'une restauration en 1999 dans le cadre d'un chantier école de formation intégrant des stagiaires du "Centre européen de formation PARTIR (Patrimoine Architectural Rural, Techniques d'Identification et de Restauration)", dont un agent de l'Office national des forêts (O.N.F.) en formation,. Les difficultés d'accès à la chapelle ont nécessité le transport des matériaux par hélicoptère. L'encadrement des stagiaires a été assuré par Xavier Georges, architecte DPLG, formateur au sein de l'antenne régionale du Centre P.A.R.T.I.R. et un artisan local, l'entreprise de maçonnerie Bovis de Saint-Julien-du-Verdon.
En 2010 l'équipe SPELE-H2O a restitué, à l'identique de sa construction au Moyen-Âge, le mur de soutènement et l'escalier caladé en pierre sèche, avec René Sette de l'École d'Avignon (Centre de formation à la réhabilitation du patrimoine ancien).

## Histoire
La chapelle a probablement été réalisée au XVIIIe siècle, et plus précisément entre 1703 et 1788 sur des traces de culte plus anciennes. Elle est mentionnée comme cella sancti Trophimi en tant que possession de Saint-Victor de Marseille dès 1079. 
Le 29 juillet 1703, la chapelle reçoit la visite pastorale de Jean Soanen, évêque de Senez.
Elle possède un calice en argent du XVIIe siècle et surtout un plat de quête en cuivre du XVIe siècle classés.
En 1788, Claude-François Achard écrit : « Le patron du lieu est saint Trophime, archevêque d’Arles. On célèbre sa fête le lendemain des Saints Innocents. On va pour cela, dire la messe dans une chapelle bâtie dans le roc, à laquelle on parvient par une montée de 50 escaliers grossièrement taillés dans le roc. Cette chapelle fut transportée là, parce que lorsqu'elle était en dessous de la colline, les pierres qui se détachaient frappaient directement sur le toit et menaçaient de le détruire. On croit que c’était l’ancienne paroisse, et ce qui autorise cette opinion, c’est qu’on voit auprès un cimetière et quelques maisons tombés en ruine. Il sort une source d’eau vive, dans l’intérieur de la chapelle, qui ne tarit jamais ; au devant sont les vestiges d’un pont levis que l’on croit avoir été pratiqué pour passer dans une seconde grotte, qui est à côté. »
Lors de sa visite du 6 juillet 2008, Paul Courbon n'observe pas de source à proprement parler, mais de simples suintements ; pas plus que de grotte proche de la chapelle et encore moins de vestiges de pont-levis qui ont certainement été l’objet d’une interprétation erronée.
A proximité de la chapelle, Fabienne Gallice a constaté en 1995 la concentration de céramiques protohistoriques et Raymond Collier évoque la présence d'un sarcophage, ou pierre tombale.
Une stèle sculptée exposée dans une grotte attenante à la chapelle de Saint-Trophime a été volée.